# Кац, Лилия Николаевна
Лилия Николаевна Кац (5 января 1929 г. — 25 сентября 2012 г.) — советский и российский учёный-металлург, специалист в области экономнолегированных коррозионностойких сталей. Доктор технических наук, профессор кафедры электрометаллургии стали и ферросплавов Московского института стали. Лауреат Премии Совета министров СССР (1981 г.)

## Биография
Лилия Николаевна Кац родилась 5 января 1929 г. По окончании в 1951 г. Днепропетровского металлургического института была направлена на работу на Кузнецкий металлургический комбинат, где успешно проработала до 1960 г. в редкой для женщины должности — мастера в электросталеплавильном цехе. Научно-педагогическую деятельность начала в 1960 г. на кафедре электрометаллургии Сибирского металлургического института в должности ассистента. С 1966 г. научная деятельность Л. Н. Кац неразрывно связана с кафедрой электрометаллургии стали и ферросплавов Московского института стали и сплавов, где она прошла путь от младшего научного сотрудника до профессора.
В 1971 г. Л. Н. Кац защитила кандидатскую, а в 1982 г. — докторскую диссертацию; в 1985 г. ей было присуждено звание профессора.
Скончалась 25 сентября 2012 года.

## Научная и образовательная деятельность
Научные труды Л. Н. Кац посвящены главным образом разработке прогрессивных технологий производства экономнолегированных коррозионностойких сталей, они получили заслуженное признание в научной среде и успешно внедрены в производство на заводах «Днепроспецсталь», «Электросталь», «Серп и молот», Кузнецком и Челябинском металлургических комбинатах. Более десяти лет исполняла обязанности заместителя заведующего кафедрой по научной работе. В последние годы творческой деятельности научные интересы Л. Н. Кац были связаны с проблемами получения высококачественных сталей с использованием металлизированного сырья и методов внепечного рафинирования в условиях Оскольского электрометаллургического комбината и Молдавского металлургического завода.
Л. Н. Кац внесла заметный вклад в становление и развитие Оскольского филиала МИСиС, где в течение 1985 г. занималась организацией учебного процесса и постановкой ряда основополагающих курсов лекций. Ею подготовлено большое число высококвалифицированных инженеров-электрометаллургов и кандидатов технических наук, успешно работающих как у нас в стране, так и за рубежом. Является автором более 150 научных статей и изобретений.

## Признание
За разработку и освоение прогрессивной технологии производства технологии производства нержавеющей стали была удостоена премии Совета Министров СССР (1981 г.). За успехи в научно-педагогической деятельности Л. Н. Кац награждена знаком «Отличник Высшей школы», медалью в память 850-летия Москвы, медалями ВДНХ.

## Книги
- Л. Н. Кац. Оборудование и проектирование электросталеплавильных и ферросплавных цехов. Учебник для вузов. М.: МИСИС 1988. — 146 с.

## Патенты[3]
- Способ дефосфорации высоколегированных стальных отходов в сталеплавильном агрегате // 1047964
- Способ выплавки железа в дуговой электропечи // 1027228
- Нержавеющая сталь // 622865
- Способ производства низкоуглеродистых нержавеющих сталей // 616292
- Способ выплавки азотосодержащей стали в индукционной печи // 540924
- Способ получения хромомарганцевой нержавеющей стали // 499319